# Васко да Гама
Ва́ско да Га́ма (порт. Vasco da Gama, МФА: [ˈvaʃku ðɐ ˈɣɐmɐ], Ва́шку да Га́ма; 1469 — 24 грудня 1524) — португальський дослідник і мореплавець, який відкрив морський шлях з Європи до Індії навколо мису Доброї Надії, другий віце-король Португальської Індії (1524).

## Раннє життя
Васко да Гама ймовірно народився в 1460 або 1469 році, в місті Сінеші, на південно-західному узбережжі Португалії, найімовірніше в домі біля церкви Саласької Богородиці. Сінеш, один з портів у провінції Алентежу, на той час являв собою лише купку білих будівель, мешканці яких переважно займалися рибальством.

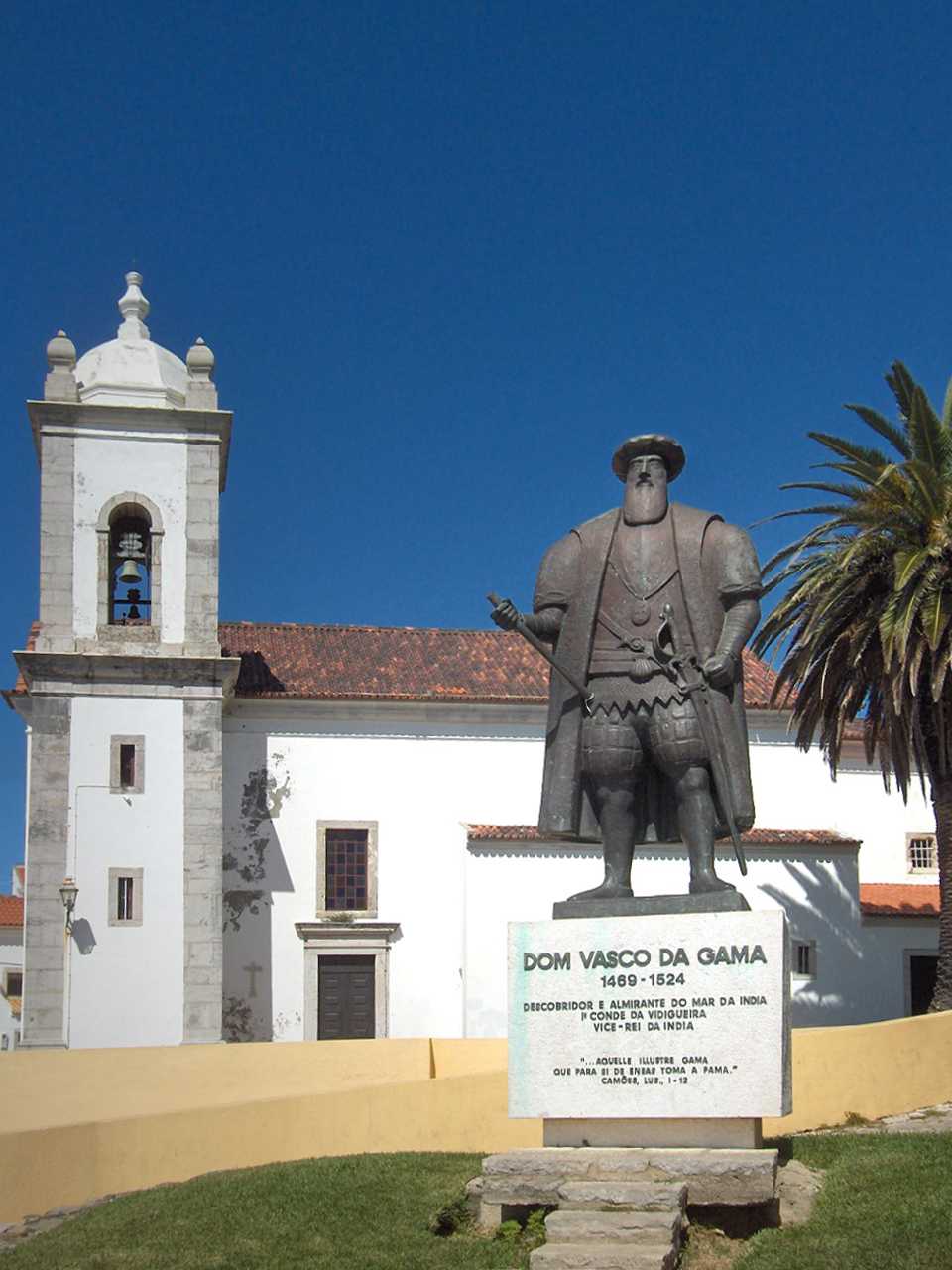
Пам'ятник Васко да Гамі в рідному Сінеші

Батько Васко да Гами, Ештеван, був лицарем і на час народження Васко служив при дворі принца Фернанду Візеуського, сина короля Дуарте. Сам Ештеван був одружений з дочкою Жуана Содре, доньєю Ізабелою Содре, яка мала англійське походження і була пов'язана з домом принца (інфанта) Діогу де  Візеу, і одного з офіцерів Ордена Христа. Фернанду Візеуський назначив Ештевана да Гама мером міста Сінеш і надав можливість отримувати деякий відсоток від зібраних там податків на мило.
Про раннє життя Васко відомо дуже мало: за даними португальського історика Тейшейра де Арагана, він навчався в місті Еворі, де вивчав математику та навігацію і добре знав астрономію — можливо, навчався у астронома Авраама Закуто.
У 1492 році король Жуан II надіслав Васко да Гаму до порту Сетубал, на південь від Лісабона, а потім в Алгарве, південну провінцію Португалії, із завданням захопити французькі кораблі, які нападали на мирні португальські судна — з цим завданням Васко впорався швидко й ефективно.

## Перша подорож

Шлях торговців прянощами (зелена лінія) та маршрути Васко да Гами (чорна), Перу да Ковіляна (помаранчева) і Афонсу де Пайва (синя)

В 1487–1488 роках відправлена королем Португалії Жуаном II експедиція на чолі з Бартоломеу Діашем в пошуках морського шляху до Індії досягла Мису Доброї Надії на півдні Африки, де берегова лінія Африканського континенту вперше повертає на північ, відкриваючи прохід з Атлантичного океану в Індійський. Щоб досягнути Індії залишалось лише перетнути Індійський океан.

У середині 1490-х років новий король Мануел I доручив довершити справу Васко да Гама. 8 липня 1497 року його експедиція в складі чотирьох кораблів із командою у 170 осіб вийшла з гирла річки Тахо неподалік Лісабона. Десь поблизу берегів Сьєрра-Леоне флотилія да Гама, здійснюючи маневр вольта-ду-мар щоб уникнути зустрічних вітрів взяла курс на південний захід і заглибилась в Атлантичний океан, і лише після проходження екватора знову повернула на південний схід. Минуло більше трьох місяців, перш ніж португальці знову побачили землю.

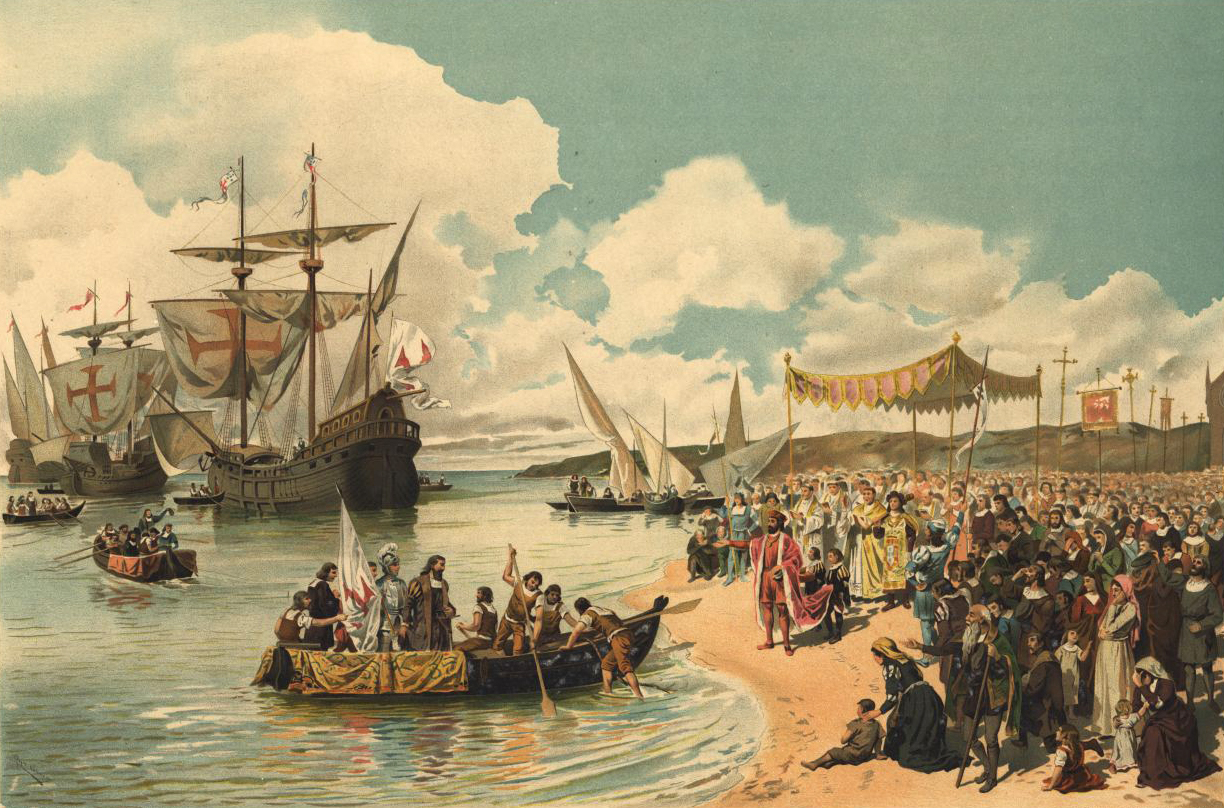
Відплиття Васко да Гами в Індію

22 листопада ескадра обігнула Мис Доброї Надії, 16 грудня пройшла повз останній падран, встановлений Діашем і рухаючись на північ уздовж східного берега Африки, 1 березня 1498 року кораблі Васко да Гами досягли Мозамбіку, а 14 квітня — Малінді (сучасна Кенія), де тамтешній султан виявив приязність до португальців і надав до їх послуг досвідченого арабського мореплавця, з допомогою якого ескадра у травні 1498 досягла Калікута (сучасне Кожикоде) на Малабарському узбережжі південної Індії. Заморін Калікута зустрів португальців з пошаною — військовим парадом 3000 солдатів, і удостоїв Васко да Гама аудієнцією. Однак мусульманські торговці при дворі Заморіна, вказали, що подарунки, передані португальцями (серед них не було золота та коштовностей) недостойні європейського правителя, а Васко да Гама схожий більше на пірата, ніж на королівського посла. Товари європейців продавалися погано, до того ж з індійцями виникли суперечки з приводу мита, яке повинні були платити португальці.

### Повернення до Португалії

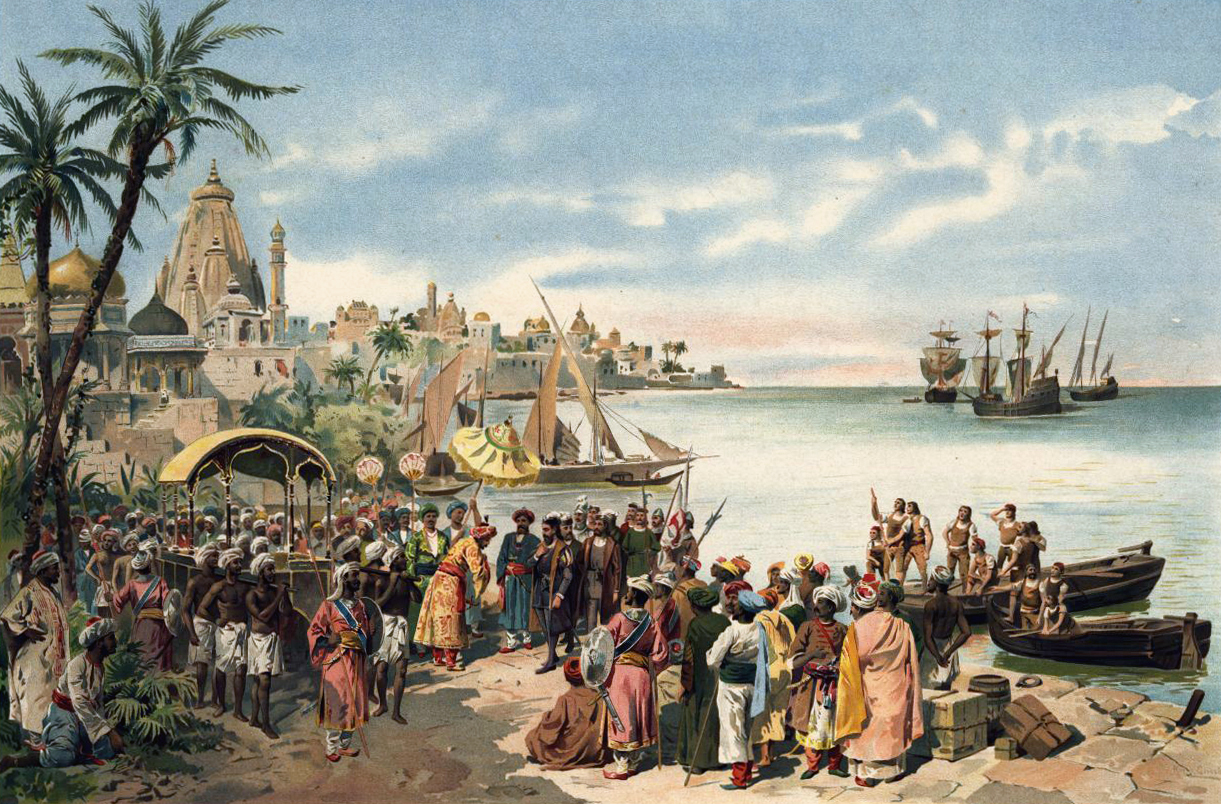
Прийом Васко да Гами в Калікуті

Роздратований Васко да Гама залишив Калікут 29 серпня 1498 силою прихопивши з собою шістнадцять місцевих рибалок. Бажаючи швидше вирушити додому, він проігнорував попередження місцевих мешканців про те, що мусонні вітри дмутимуть у сторону берега. 3 жовтня 1498 року да Гама вирішує перетнути Індійський океан. Через початок зимових мусонів подорож була жахливою. Влітку перетин Індійського Океану зайняв 23 дні, тепер же, коли пливли проти вітру, подорож тривала 132 дні. Тримісячний маршрут до берегів Африки супроводжували спека і хвороби екіпажу. 7 січня 1499 року флот да Гами прибув у Малінді. Команда була у жахливому стані — близько половини загинуло, решта були вражені цингою. Екіпажі кораблів так зменшилися, що 13 січня на стоянці південніше Момбаси довелося спалити «Сан-Рафаель». 20 березня 1499 року флотилія Васко да Гами обігнула мис Доброї Надії, а вже 16 квітня того ж року, з попутним вітром, вона досягла островів Кабо-Верде. Звідти Васко да Гама послав вперед корабель, який 10 липня доставив до Португалії звістку про успіх експедиції. Сам Васко затримався на Азорських островах через хворобу брата — Паулу да Гама. У серпні або у вересні 1499 Васко да Гама урочисто повернувся в Лісабон. Експедиція зазнала чималих витрат: повернулися лише два судна і 55 чоловік, окрім того, да Гама зазнав невдачі у своїй основній місії — забезпечення торгового договору з Калікутом. Однак все ж таки спеції, привезені з Індії на останніх двох кораблях, були продані з величезним прибутком для королівської скарбниці (виручка від продажу в 60 разів перевищувала витрати на експедицію). Васко да Гама був справедливо нагороджений як першовідкривач прямого морського торгового шляху до Індії. Цей шлях відтоді стали повторювати щорічні португальські армади, а східні спеції стали основою багатства Португальської корони.

## Друга подорож

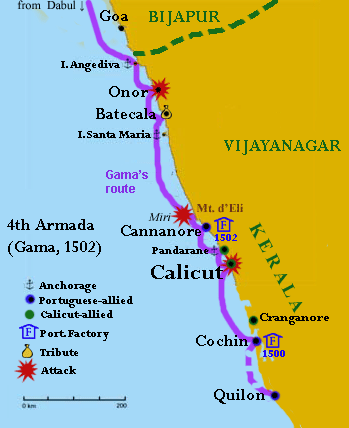
Малабарський берег Індії, маршрут очолюваной Васко да Гама 4-ї Індійської армади Португалії (1502 рік)

Відразу після відкриття Васко да Гами, португальське королівство стало відправляти до Індії щорічні морські експедиції (Індійські армади). Експедиція 1500 року (друга Індійська армада) на чолі з Педру Алварішем Кабралом уклала торговельний договір із заморином Калікута (нині Кожикоде) і заснувала там торгову факторію. Але португальці посварилися з арабськими купцями Калікута, факторія була спалена і Кабрал відплив з міста, обстрілявши його з гармат. Союз з Калікутом змінився на військове протистояння.
Для того, щоб навести порядок в Індії та заснувати там нові укріплення, 1502 року король Мануел I відправив ескадру на чолі з Васко да Гамою. Експедиція включала двадцять суден, з яких безпосередньо адміралу виділялись лише десять; п'ять повинні були перешкоджати арабській морській торгівлі в Індійському океані, а ще п'ять, під командою небожа адмірала, Ештевана да Гама, призначалися для охорони факторій. Експедиція вирушила 10 лютого 1502 року.
По дорозі Васко да Гама заснував форти і факторії в Мозамбіку, підкорив арабського еміра Кілви і наклав на нього данину. Проводив жорстокими заходами боротьбу з арабським судноплавством, наказав спалити арабське судно з усіма пасажирами-паломниками біля Малабарського узбережжя.
У жовтні 1502 року флот прибув до Каннуру. Місцевий раджа урочисто зустрів португальців і дозволив побудувати велику факторію. Завантаживши судна прянощами, адмірал попрямував до Калікута. Тут він діяв рішуче і жорстоко. Незважаючи на обіцянки заморина відшкодувати збитки і повідомлення про арешт винуватців нападів на португальців, адмірал зажадав виселення всіх мусульман з міста. На це заморин піти не міг. Да Гама захопив міський порт і протягом двох днів бомбардував місто, перетворивши його на руїни. Він наказав повісити на щоглах захоплених індійців, відправив на берег заморину відрубані у нещасних руки, ноги і голови, а тіла викинув за борт, щоб їх винесло на берег. Через два дні Васко да Гама знову обстріляв Калікут і приніс морю нові жертви. Заморин утік зі зруйнованого міста, проте не капітулював перед португальцями. Залишивши для блокади Калікута сім кораблів під командуванням свого дядька Вісенте Содре, Васко да Гама вирушив до Кочі. Тут він довантажив кораблі та залишив у новій фортеці гарнізон. Заморин за допомогою арабських купців зібрав велику флотилію, яка 12 лютого 1503 року виступила назустріч португальцям, що знову наближалися до Калікута. Проте обстріляні корабельною артилерією легкі судна були вимушені рятуватися втечею.
Васко да Гама повернувся до Португалії у вересні 1503 року. Незважаючи на велику здобич привезену до Португалії, да Гама не зумів виконати головного завдання експедиції і приборкати непримиренного заморина. Ця обставина, а також невдача Вісенте Содре при захисті факторії в Кочі, призвели до того, що коли у 1505 році король Мануел I призначав першого віце-короля Португальської Індії кандидатура Васко да Гами була відхилена на користь Франсішку де Алмейда. Попри чисельні петиції, Васко да Гама так і не зміг повернути прихильність Мануела І, хоча у 1519 Васко да Гама отримав звання графа ді Відіґейра.

## Третя подорож і смерть

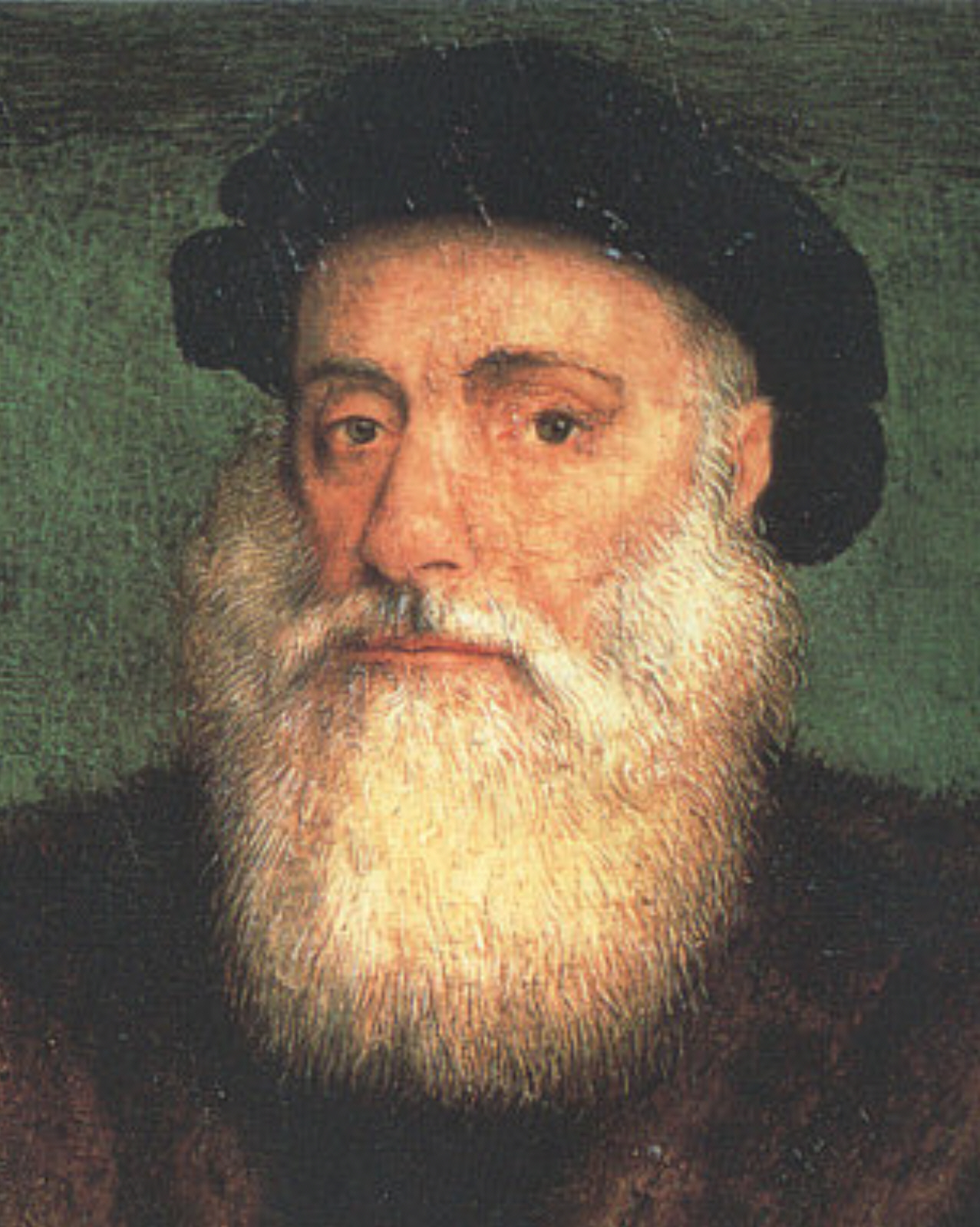
Портрет Васко да Гама роботи худ. Грегоріо Лопеса (1490—1550)

Після смерті короля Мануела I наприкінці 1521 року, його син та наступник, король Жуан III взявся за перегляд політики португальського уряду в Індії. Португальська корона отримувала все менше прибутку від своїх нових колоній і незадоволений результатами роботи старого клану Албукеркі (який тепер представляв в Індії Діогу Лопіш де Секейра), Жуан III шукав нових підходів і нових людей. Це дозволило Васко да Гама повернутись зі свого політичного вигнання важливим радником при обговоренні стратегії нового короля. Вбачаючи головним пріоритетом Португалії на Сході іспанську загрозу Молуккським островам, Васко да Гама порадив зменшити увагу до Аравії, яка була основним пріоритетом португальців за правління Мануела і продовжувала залишатися головним клопотом Дуарте де Мінезіша, тодішнього губернатора португальської Індії. Мінезіш також виявився некомпетентним та корумпованим, на що королю подавали численні скарги.
Аби змінити пріоритети індійської політики і побороти корупцію в старій адміністрації, Жуан ІІІ вирішує призначити п'ятим віце-королем португальської Індії 64-річного суворого і непідкупного Васко да Гаму. В квітні 1524 року Васко да Гама разом з синами Ештаваном і Паулу вирушає у свою останню подорож до Індії. Він очолив флот з чотирнадцяти кораблів на чолі з флагманом «Санта-Катаріна». Після важкої подорожі (загинуло чотири або п'ять кораблів, зокрема «Сан Жоржі» (São Jorge), який був знайдений в 2013 році поблизу узбережжя Кенії) у вересні 1524 року експедиція прибула до Індії. Одразу ж після прибуття до Індії, використовуючи свої повноваження, Васко да Гама вживає жорстких заходів проти зловживань колоніальної адміністрації та наводить новий порядок у Португальській Індії. Однак через три місяці після прибуття да Гама захворів на малярію і напередодні Різдва 1524 року помер у місті Кочі. Відповідно до королівського наказу, наступником да Гами на посту губернатора Індії став один з капітанів, які прибули з ним, Енріке де Мінезіш. Сини Васко втратили свої пости і приєднались до флоту, що повертався на початку 1525 року.

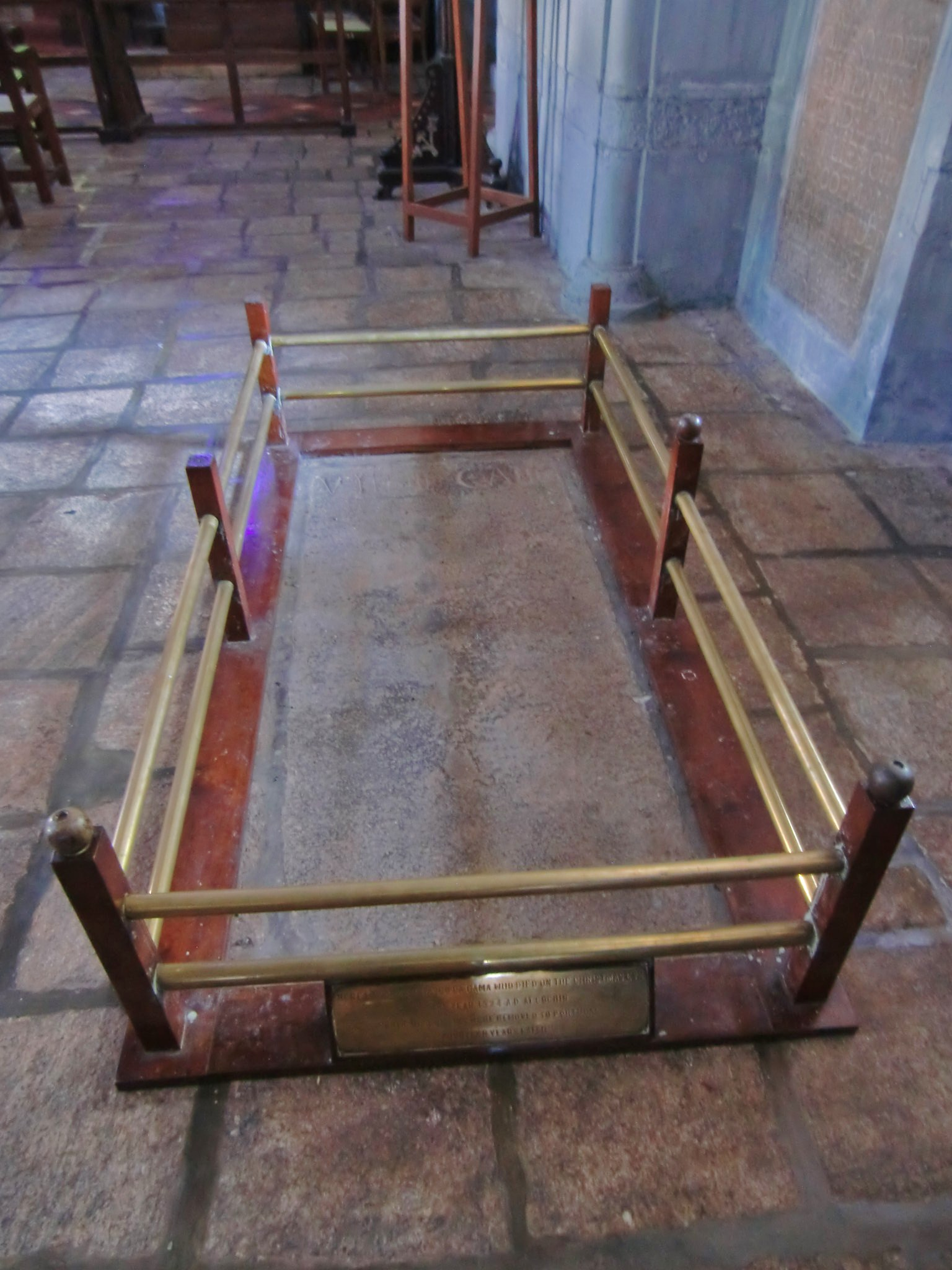
Могила Васко да Гами в церкві Св. Франсиска в Кочі, Індія

Після смерті Васко да Гаму поховали в Кочі, в місцевій церкві Св. Франсиска, одній з найстарійших християнських церков в Індії. У 1539 році тіло Васко да Гама було перевезене до Португалії і поховане в монастирі Єронімітів у лісабонському передмісті Белен.
Новітні географічні знання, що отримала наприкінці XV ст. Португалія, зберігали в суворій таємниці і тривалий час вони залишалися невідомими для решти країн Європи. Більшість мореплавців вважали неможливим обігнути Африку, оскільки за давніми уявленнями вона простягалась до Південного полюсу. Це стимулювало шукати інші спроби дістатися в Індію морем, зокрема пливучи в західному напрямку (ідея італійського географа й астронома Паоло Тосканеллі, яка виходила з уявлення про кулясту форму Землі). Це завдання стало мрією і стрижнем життя досвідченого мореплавця та натхненного шукача золота Христофора Колумба.

## Нащадки
Васко да Гама і його дружина Катаріна де Атаіда мали шість синів і дочку:

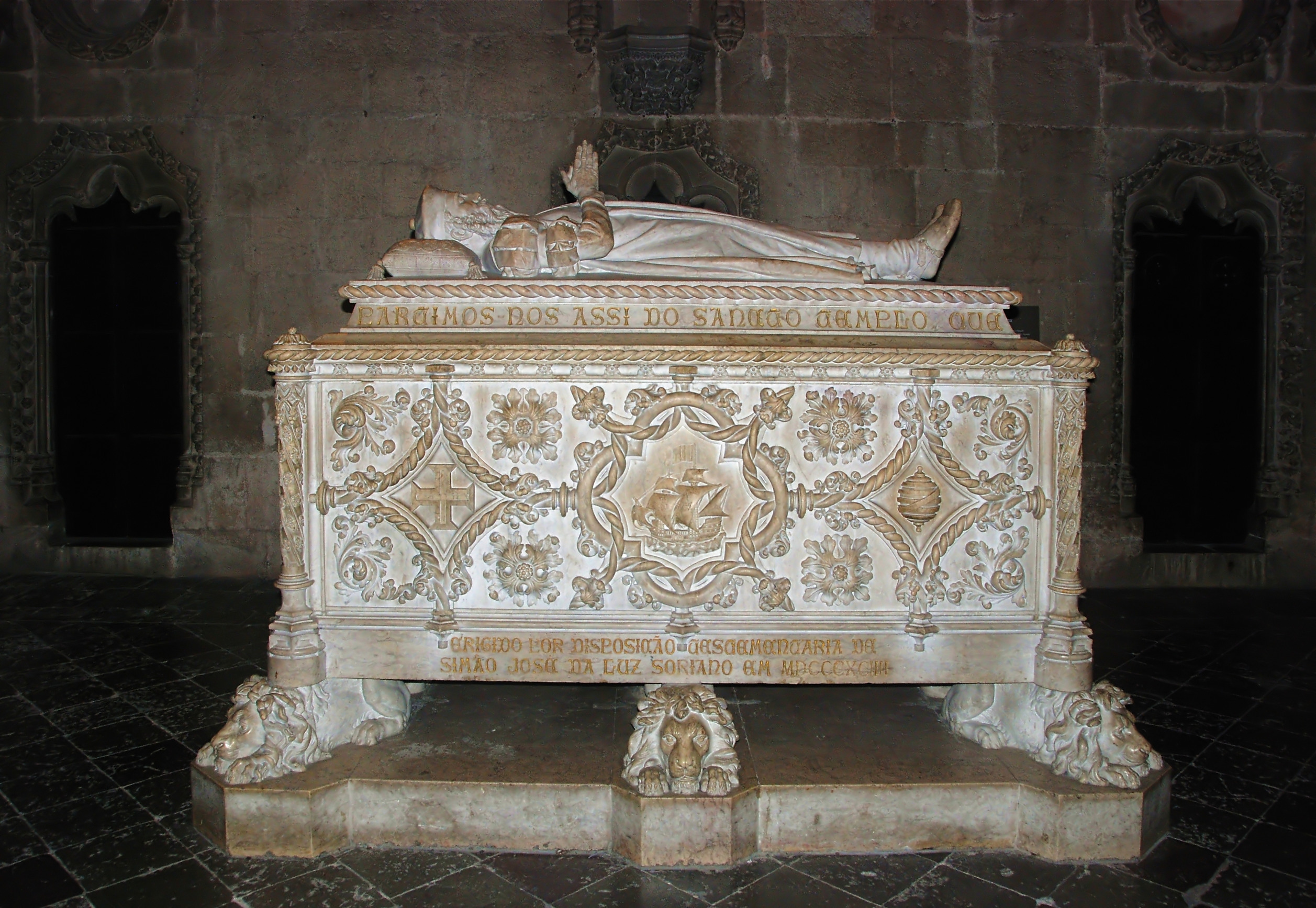
Усипальня Васко да Гама в монастирі Жеронімуш у лісабонському передмісті Санта-Марія-де-Белен

1. Франсішку да Гама, старший син, який успадкував титул 2-го графа Відіґейра і 2-го «Адмірала морів Індії, Аравії та Персії». Він прожив все життя у Португалії.
2. Ештеван да Гама супроводжував батька в 3-му плаванні до Індії в 1524 році. Капітан Малакки в 1534—1539 роках. Губернатор Португальської Індії в 1540—1542 роках.
3. Паулу да Гама супроводжував батька в 3-м плаванні до Індії в 1524 році. Капітан Малакки в 1533—1534 роках. Вбитий у морській битві біля Малакки.
4. Кріштован да Гама 1532 року прибув до Індії разом з братом Ештеваном да Гама, 1535 року знову повернувся до Португалії. У 1538 році приєднався до експедиції в Діу. Ештеван, вже будучи віце-королем Індії, в 1541 році доручив йому командування кораблем під час рейду по османських військових базах у Суецькій затоці. У 1542 році очолював експедицію в Ефіопію, під час якої був убитий.
5. Педру да Сілва да Гама, капітан Малакки в 1548—1552 роках.
6. Алвару ді Атаіда да Гама, капітан Малакки в 1552—1554 роках.
7. Ізабель де Атаіда да Гама, єдина донька. Вийшла заміж за Ігнасіо де Норонья — сина першого графа Лінареса.

Чоловіча лінія роду да Гама обірвалася у 1747 році, титул графа Відігейра перейшов через жіночу лінію.

## Вшанування пам'яті
На честь Васко да Гами назване місто Васко да Гама в Індії, місячний кратер Васко да Гама, бразильський футбольний клуб Васко да Гама, міст у Лісабоні Вашку да Гама.